# Wienhausen
Wienhausen község Németországban, Alsó-Szászországban, a Cellei járásban. Lakosainak száma 4080 fő (2023. december 31.).

## Földrajza
Wienhausen Ahnsbeck, Celle, Nienhagen, Wathlingen, Eicklingen, Langlingen, Hohne és Lachendorf községekkel határos.

## Testvértelepülések
- Portbail